# Ife North
Ife North è una delle trenta aree a governo locale (local government area) in cui è suddiviso lo stato di Osun, in Nigeria.
Estesa su una superficie di 889 chilometri quadrati, conta una popolazione di 153.694 abitanti.